# Banize
Banize é uma comuna francesa na região administrativa da Nova Aquitânia, no departamento de Creuse. Estende-se por uma área de 15,24 km². Em 2010 a comuna tinha 186 habitantes (densidade: 12,2 hab./km²).